# Gerbilling

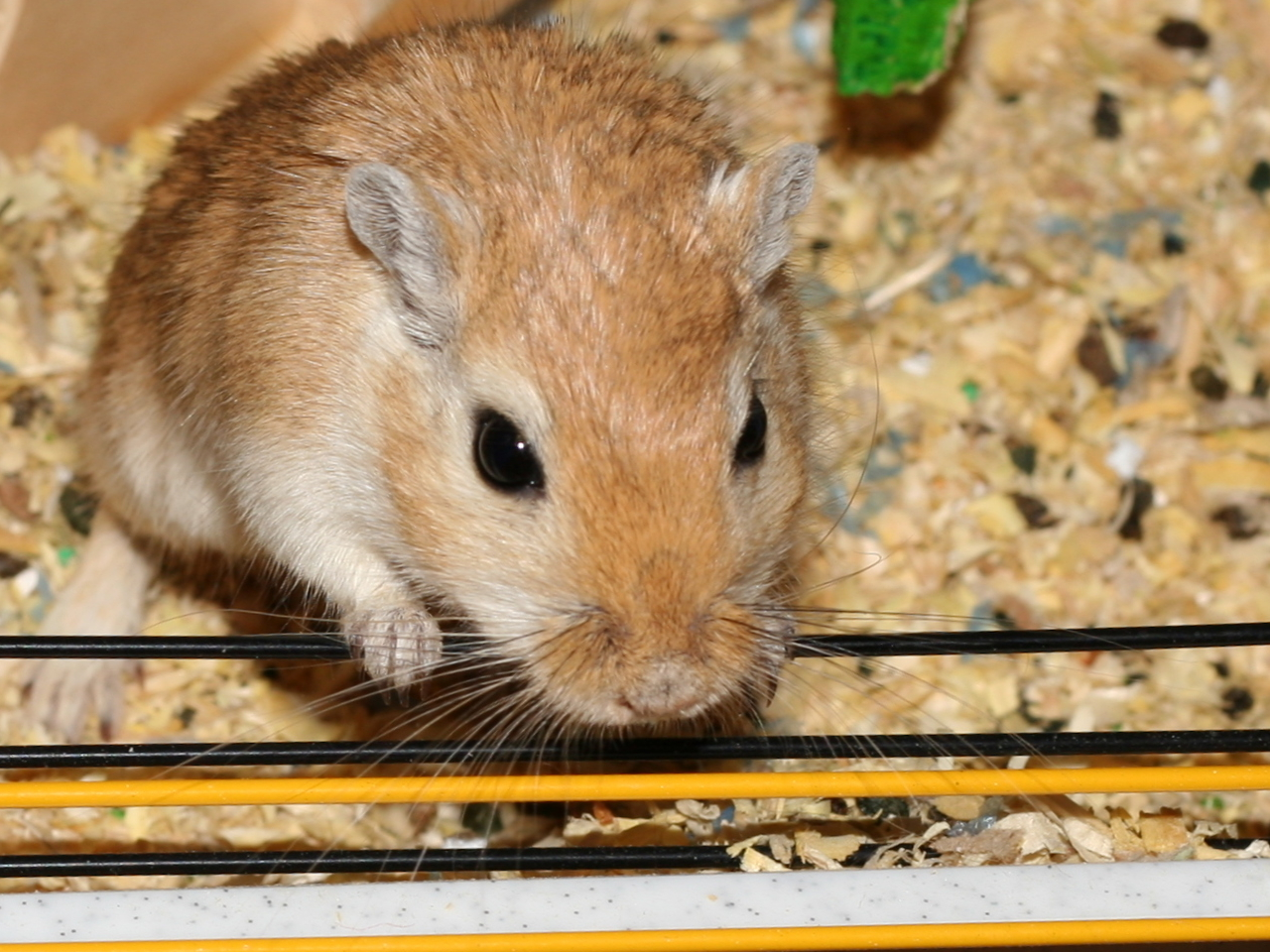
Os gerbilos são os roedores mais comumente supostamente inseridos.

Gerbilling, também conhecido como enchimento de gerbil ou tiro de gerbil, é a descrição de uma lenda urbana sobre uma prática sexual fictícia que consiste em inserir pequenos animais vivos (gerbilos), mas também camundongos, hamsters, ratos e vários outros roedores no reto para obter estimulação. Algumas variações sugerem que o roedor seja coberto com uma substância psicoativa, como heroína, antes de ser inserido. Não há evidências de que a prática tenha ocorrido na vida real, e sua existência permanece altamente duvidosa, já que todos esses animais possuem longas unhas e dentes para cavar ou escavar e naturalmente tentam se enterrar em qualquer espaço pequeno.

## Visão geral
Segundo o folclorista Jan Harold Brunvand, relatos fictícios de gerbilling foram registrados pela primeira vez em 1984 e inicialmente teriam envolvido um camundongo e um homem não identificado. Em versões subsequentes da história, o animal era um gerbilo e o episódio envolvia vários famosos do sexo masculino. Boatos sobre diversos famosos masculinos praticando gerbilling tornaram-se lendas urbanas persistentes.
Até meados da década de 1980, não havia relatos na literatura médica revisada por pares descrevendo gerbilling entre os vários corpos estranhos retais removidos de pacientes.
Mike Walker, colunista de fofocas do National Enquirer, passou meses tentando verificar os rumores de gerbilling sobre um famoso. "Nunca trabalhei tanto em uma matéria na vida", disse Walker ao Palm Beach Post em 1995. Após muita investigação, não conseguiu encontrar nenhuma evidência de que um incidente de gerbilling realmente tenha ocorrido: "Estou convencido de que não passa de uma lenda urbana".
Dan Savage, colunista de aconselhamento sexual que frequentemente discute práticas sexuais incomuns, afirmou em 2013 que nunca recebeu nenhum relato em primeira ou segunda mão sobre a prática.
Segundo os editores do Snopes.com, gerbilling é uma lenda urbana não verificada e persistente.
M Jenny Edwards, advogada especializada em "sexual offenses relating to bestiality, zoophilia and zoosexuality", associa a prática folclórica de 'gerbiling' à formicofilia. Ela define esta como "uma forma de bestialidade, que essencialmente lida com coisas rastejando sobre você ou dentro de você". No entanto, ela reconhece que não lidou "pessoalmente com um caso de gerbil", nem leu sobre eles.

## Leitura complementar
- Norine Dresser (julho de 1994). «The Case of the Missing Gerbil». Western Folklore. 53 (3): 229–242. JSTOR 1499810. doi:10.2307/1499810
- Barbara and David P. Mikkelson (18 de novembro de 2001). «From Gere to Eternity». Urban Legends Reference Pages
- Cecil Adams (28 de março de 1986). «Is it true what they say about gerbils?». The Straight Dope. Consultado em 13 de outubro de 2009. Arquivado do original em 30 de outubro de 2009
- Becky Vorpagel (1988). «A rodent by Any Other Name: Implications of a Contemporary Legend». International Folklore Review. 6: 53–57
- Jane Hu (19 de novembro de 2012). «A Complete History Of Gerbiling So Far». The Awl
- Plaintiffs' Response, Conseco Services, L.L.C., v. Alexander, 2009 WL 2492186 (D.Kan.) (case where former employee created websites that suggested other employees utilized gerbils as a sexual prop). Court Order